# Regionaler Naturpark Baronnies Provençales

Logo des Naturparks

Der im Jahr 2015 eingerichtete Regionale Naturpark Baronnies Provençales (Parc naturel régional des Baronnies Provençales) umfasst eine Fläche von 1506 km² und befindet sich in den südfranzösischen Regionen Auvergne-Rhône-Alpes und Provence-Alpes-Côte d’Azur. Er grenzt im Süden an den Regionalen Naturpark Mont-Ventoux.

## Geographie
Der Regionale Naturpark Baronnies Provençales mit seinen Kalksteinfelsen und kalkreichen Böden liegt in Höhenlagen von ca. 250 bis 1000 m ü. d. M. östlich der Rhône im Norden der Provence in den beiden Départements Drôme und Hautes-Alpes; größere Orte in der Umgebung des Parks sind Veynes und Sisteron im Osten sowie Dieulefit, Vaison-la-Romaine, Valréas und Grignan im Westen. Wichtigste Flüsse sind Ouvèze und Eygues, aber auch der Buëch, der Céans und der Oberlauf des Lez sind zu erwähnen. Das Klima ist gemäßigt.

## Geschichte
Der Name Baronnies ist eine mittelalterliche Bezeichnung für ein Gebiet, das – rechtlich zum Heiligen Römischen Reich gehörend – de facto vom 11. bis 13. Jahrhundert von den Baronen von Mévouillon und Montauban beherrscht wurde. Später gehörten große Teile des Gebiets zum Machtbereich der Dauphiné und den Herren von Les Baux. In der Zeit des aufkommenden Protestantismus und der Hugenottenkriege (1562–1598) wurden viele Orte verwüstet; danach dehnten die französischen Könige ihre Macht auch auf diese Region aus. Nach zwei Pestepidemien in den Jahren 1629 und 1652 lagen die Baronnies wirtschaftlich völlig darnieder und erholten sich kaum.
In den 1990er Jahren kam die Idee auf, einen regionalen Naturpark einzurichten. Im Jahr 2003 wurden von den zuständigen Regionalparlamenten Machbarkeitsstudien in Auftrag gegeben und im Jahr 2007 vom Département Drôme die ersten für den zukünftigen Naturpark benötigten Verwaltungsstrukturen („Syndicat Mixte“) geschaffen. Im Jahr 2011 wurde das Projekt der Öffentlichkeit zur Diskussion vorgelegt und im Januar 2015 wurde der Park ins Leben gerufen.

## Ziele des Naturparks
- Aufwertung der der natürlichen und von Menschen geschaffenen Lebensräume
- wirtschaftliche Entwicklung auf der Basis einer regionalen Identität
- Konzeptionierung einer nachhaltigen Entwicklung

## Gemeinden im Naturpark
Zum Naturpark gehören 86 Gemeinden (communes) mit einer Gesamtbevölkerung von gut 30.000 Menschen; größte Stadt ist Nyons mit rund 6.500 Einwohnern.
Département Drôme

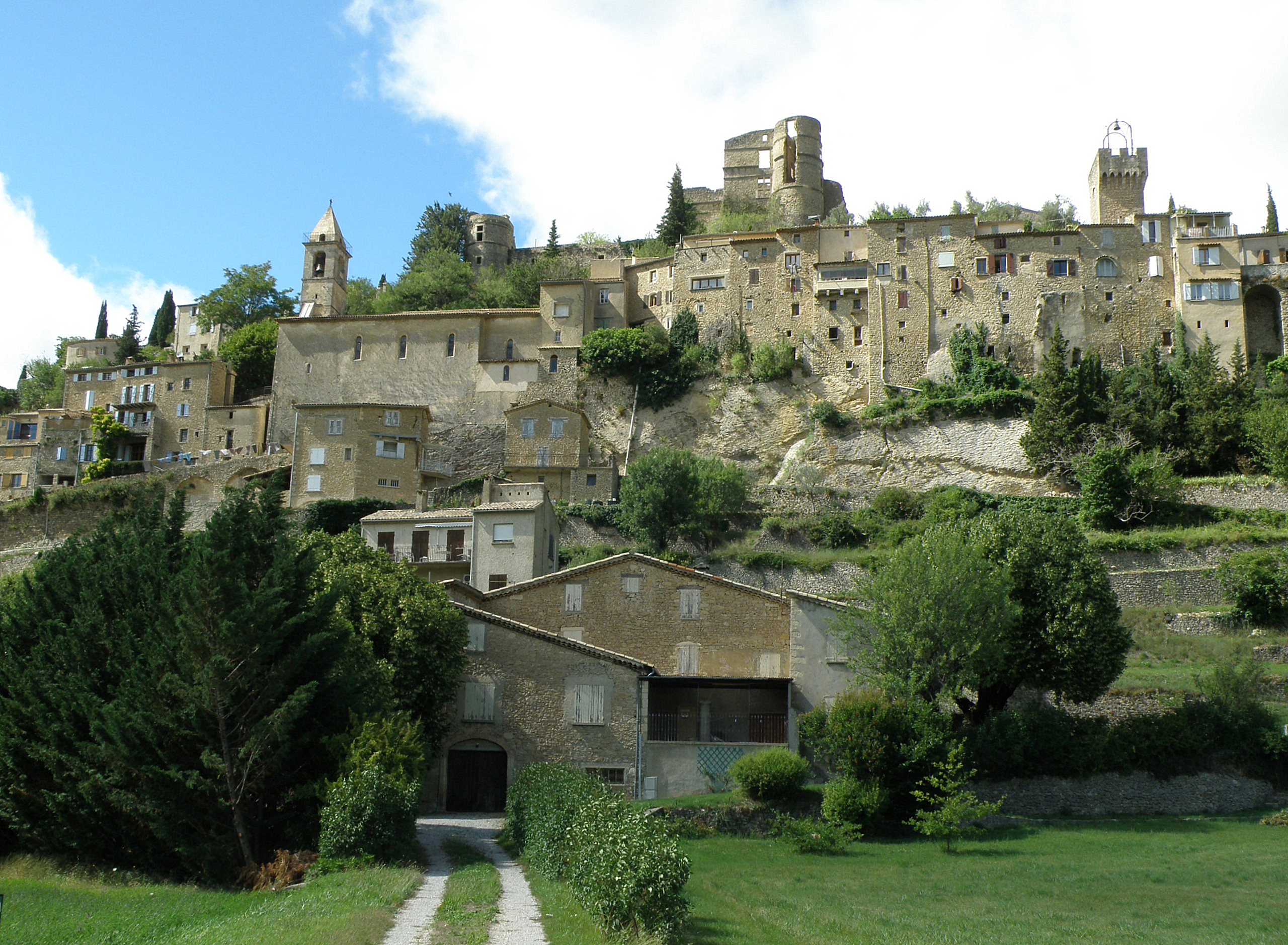
Montbrun-les-Bains

- Arpavon, Arnayon, Aubres, Barret-de-Lioure, Beauvoisin, Bénivay-Ollon, Bésignan, Buis-les-Baronnies, Châteauneuf-de-Bordette, Cornillon-sur-l’Oule, Eygalayes, Eygaliers, La Charce, La Motte-Chalancon, La Roche-sur-le-Buis, La Rochette-du-Buis, Laborel, Lachau, Le Poët-en-Percip, Le Poët-Sigillat, Lemps, Les Pilles, Montauban-sur-l’Ouvèze, Montaulieu, Montbrun-les-Bains, Montferrand-la-Fare, Montguers, Montjoux, Montréal-les-Sources, Nyons, Pelonne, Pierrelongue, Propiac, Reilhanette, Rioms, Rochebrune, Roche-Saint-Secret-Béconne, Roussieux, Sahune, Saint-Auban-sur-l’Ouvèze, Sainte-Euphémie-sur-Ouvèze, Saint-Ferréol-Trente-Pas, Saint-Maurice-sur-Eygues, Saint-May, Taulignan, Valouse, Venterol, Verclause, Vesc, Villebois-les-Pins, Villeperdrix, Vinsobres.

Département Hautes-Alpes
- Antonaves, Barret-sur-Méouge, Chabestan, Chanousse, Châteauneuf-de-Chabre, Éourres, Étoile-Saint-Cyrice, Eyguians, La Bâtie-Montsaléon, La Piarre, Laragne-Montéglin, Lazer, Le Bersac, L’Épine, Le Saix, Méreuil, Montclus, Montrond, Orpierre, Oze, Ribeyret, Ribiers, Rosans,  Saint-Auban-d’Oze, Sainte-Colombe, Saint-Genis, Saint-Pierre-Avez, Saléon, Salérans, Savournon, Serres, Sigottier, Trescléoux

## Natur- und Lebensraum

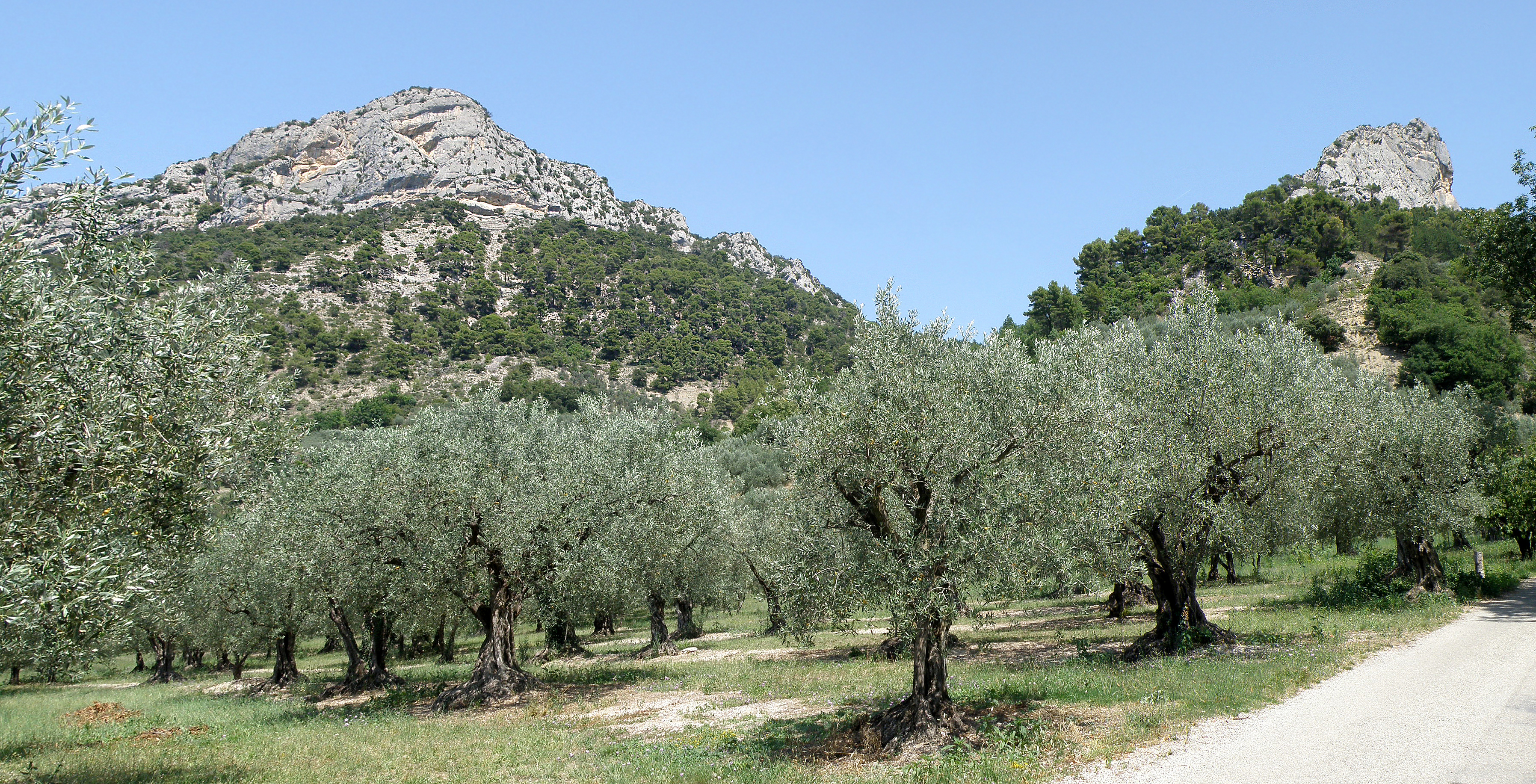
Olivenbäume und Kalksteinfelsen bei Buis-les-Baronnies

Der hügelige, bewaldete und tierreiche Naturraum wurde bereits früh von jungsteinzeitlichen Jägern und Sammlern besucht; im 2. Jahrtausend v. Chr. begann die Sesshaftwerdung und damit die Kultivierung der Böden – der Anbau von Dinkel (épeautre) wurde in jüngster Zeit wiederbelebt. Es gibt Spuren einer Besiedlung durch die Kelten. Die Römer brachten den Oliven- und Weinbau in die Region, die bis in die heutige Zeit bedeutende Wirtschaftsfaktoren darstellen. Später kamen andere Obstbaumkulturen hinzu – so finden sich beinahe überall Aprikosen-, Kirsch- und Apfelbäume. Im 17. und 18. Jahrhundert erlebte der Anbau von Lavendel eine erste Blütezeit. Durch die menschlichen Aktivitäten, darunter auch die Schaf- und Rinderzucht, wurde der Lebensraum für Wildtiere mehr und mehr eingeschränkt – die größeren Wildtierarten wie Dam- und Rotwild verschwanden und mit ihnen auch die letzten größeren Beutegreifer (Bären, Wölfe etc.); nur kleinere Säugetiere sowie Vögel, Amphibien und Insekten überlebten.

## Kunst und Kultur
Wegen der Abgelegenheit und den eher kargen Böden ist das Gebiet nur dünn besiedelt; infolgedessen gibt es keine kulturgeschichtlich bedeutenden Bauwerke; nur einige wenige schlichte romanische Dorfkirchen und die deutlich zahlreicheren Burgruinen weisen auf menschliche Aktivitäten in mittelalterlicher Zeit hin. Durch die instabilen Verhältnisse und Verwüstungen während der Hugenottenkriege (1562–1698) und weiterer religiös motivierter Auseinandersetzungen im 17. Jahrhundert geriet die Gegend noch mehr ins wirtschaftliche und kulturelle Abseits – Bauten aus dieser Zeit sind nur aus Nyons und Buis bekannt. Die bedeutendste mittelalterliche Prioratskirche steht im Ort Sainte-Jalle, der jedoch nicht zum eigentlichen Gebiet des Naturparks gehört, aber von diesem umschlossen wird.

## Tourismus
Bereits seit Jahren ist die Region ein beliebtes Gebiet für Erholungssuchende; zahlreiche Wanderwege durchkreuzen die Wälder sowie die Wein- und Lavendelfelder. Die Orte bieten kleinere Restaurants und Übernachtungsmöglichkeiten.